# Црква Успења Пресвете Богородице у Неродимљу
Црква Успења Пресвете Богородице или Манастир Светог Уроша је сакрална грађевина са краја 14. века, подигнута на падинама Нередичког брда, недалеко од Шајковца (Шареника) код Горњег Неродимља, западно од Урошевца.

## Историјат
Према народној традицији, подигла га је царица Јелена после 1371. године и у њему је сахрањен њен син јединац и последњи српски цар, Урош (1355—1371).
Панта Срећковић пише да је Стефан Урош V сахрањен у манастиру Св. Димитрија, код села Малчиште и поред реке Шареника. У олтару цркве је Иван Јастребов нашао плочу без натписа са изрезаним на њој двоглавим белим орлом.
Манастир је 1584. године страдао, после чега је напуштен, а његова црква је, у доба патријарха Пајсија I (1614—1647), доживела обнову, тако да се у изворима из XVII века јавља као црква светог Уроша. Његове мошти су се у њој налазиле до 1708. године, када су пренете у фрушкогорски манастир Јазак, а од 1945. године се налазе у београдској Саборној цркви. Током прве половине 19. века, црква је порушена и као такву је 1858. године помиње путописац Гиљфердинг. Крајем истог века отпочели су радови на обнови цркве, али су они, услед отоманских и албанских напада и притисака, прекинути у висини крова.
Остаци цркве се од 1990. године налазе под заштитом Републике Србије, као споменик културе од изузетног значаја, у склопу споменичке целине Споменици Неродимља. Средином `90 година 20. века довршена је обнова цркве и она је стављена под кров.

## Разарање манастира 1999. године
После окончања НАТО агресије на СРЈ 1999. године и доласка снага КФОРа на простор АП Косово и Метохија, црква је минирана и сравњена са земљом.